# Dieter Götz (Fußballspieler)
Dieter Götz (* 4. September 1964 in Essen) ist ein ehemaliger deutscher Fußballspieler und heutiger -trainer.

## Karriere

### Spieler
In der Saison 1987/88 bestritt Götz 19 Spiele als Stürmer für den FC Schalke 04 in der Fußball-Bundesliga. Ihm gelangen dabei sechs Tore. Am Ende der Saison belegte Götz mit seiner Mannschaft den 18. Tabellenplatz und stieg in die Zweite Liga ab.
Als Amateur hatte der Angreifer vor und nach seiner einzigen Saison als Profi unterschiedliche Stationen. Mit der SpVgg Erkenschwick wurde er 1986/87 Meister der Oberliga Westfalen. Götz holte sich mit 22 Saisontoren die Torjägerkrone.
Seine Stationen im Einzelnen:
- VfB Kirchhellen, Bezirksliga u. Landesliga von 1983 bis 1986
- SpVgg Erkenschwick, Oberliga von 1986 bis 1987
- BVL Remscheid, Oberliga von 1988 bis 1989
- SC Hassel, Oberliga von 1989 bis 1994
- DJK GW Nottuln, Landesliga 1998 (für 6 Monate)

### Trainer
Nach seiner Zeit als Spieler blieb Götz dem Fußball verbunden. Er arbeitet seitdem als Trainer bei unterschiedlichen Vereinen.
- SuS Concordia Flaesheim, Kreisliga A, von 1994 bis 1995
- Westfalia Groß Reken, Bezirksliga/Kreisliga A, von 1995 bis 1997
- SV Burlo, Bezirksliga, 1997 (für 6 Monate)
- TuS Gahlen, Kreisliga A, von 1998 bis 2002
- VfB Kirchhellen, Kreisliga A, von 2002 bis 2004
- RC Borken-Hoxfeld (ehemals SV Hoxfeld), Kreisliga A, von 2004 bis 2006
- SuS Hervest-Dorsten, Kreisliga B, von 2006 bis 2008
- SF Maria Veen, Kreisliga B, 2010 Abstieg in die C-Kreisliga; seit 2008
- TuS Gahlen II, Kreisliga B, von 2012 bis 2015
- TuS Drevenack, Kreisliga B, von 2015 bis 2016
- Seit 2016 ohne Verein
- Ab 2020 SF Merfeld, Bezirksliga